# شعله‌های آتش (فیلم ۱۹۸۶)
شعله‌های آتش (به هندی: Angaaray) فیلمی هندی محصول سال ۱۹۸۶ و به کارگردانی راجش ستی است. در این فیلم بازیگرانی همچون راج بابار، اسمیتا پاتیل، راجش خانا، نیروپا روی، بیندو، شاکتی کاپور، افتخار و ساتین کاپو ایفای نقش کرده‌اند.